# Jewgienij Zabrodin
Jewgienij Grigorjewicz Zabrodin (ros. Евге́ний Григо́рьевич Забро́дин, 1907–1989) – radziecki dyplomata.

## Życiorys
Członek WKP(b), 1935 ukończył Moskiewski Instytut Orientalistyki, od 1938 pracował w Ludowym Komisariacie Spraw Zagranicznych ZSRR, 1945-1948 był zastępcą kierownika Wydziału II Dalekowschodniego Ludowego Komisariatu/Ministerstwa Spraw Zagranicznych ZSRR. W 1949 zastępca generalnego sekretarza MSZ ZSRR, 1950-1953 kierownik Wydziału II Dalekowschodniego MSZ ZSRR, 1954-1957 radca Ambasady ZSRR w Indonezji, 1957-1958 radca-pełnomocnik Ambasady ZSRR w Japonii, od 27 czerwca 1959 do 20 lipca 1965 ambasador nadzwyczajny i pełnomocny ZSRR w Nepalu. Od 1967 konsul generalny ZSRR w Sapporo (Japonia), 1970 zwolniony ze służby dyplomatycznej.